# 牛方馬方騒動
牛方馬方騒動（うしかたうまかたそうどう）は、江戸時代初期に肥後熊本藩加藤家で起こったお家騒動。

## 概要
熊本藩家老の加藤正方一派とおなじく家老の加藤正次（清正の従姉妹婿）の一派による藩政の主導権をめぐる対立抗争の末、江戸幕府2代将軍・徳川秀忠の親裁によって正次派が没落し藩政の主導権が正方派に一本化された。
名前の由来は加藤正方の官職が右馬允であったことから正方派を馬方、正次派を牛方とあだ名したことによる。
慶長16年（1611年）、熊本藩主であった加藤清正が没し、幕府は嫡子の加藤忠広の家督相続に条件を出した。若年であった忠広が跡目を継ぐ前提として、藤堂高虎を後見人として定め、五家老による合議制を中心とすることを求めたのである。さらに藩政にも介入し、それまで肥後内牧城代であった加藤正方を家老として麦島城代に取り立てた。
忠広の襲封から7年を経た元和4年（1618年）、正方派の下津宗秀が、忠広の舅であった玉目丹波守 (初代)や正次らを幕府に訴えて、大坂の陣で豊臣氏へ兵糧の扶助を行い謀反を起こしたと申し立てた。ほどなく正次派も正方派を訴えたことから、事態は両派による訴訟合戦の様相を呈し、加藤家の内訌が幕府に露見。幕閣は関係者と藩主の忠広を江戸で吟味。将軍徳川秀忠みずからの裁決によって藩主忠広の責任は不問としたうえで、正方らには勝訴を申し渡している。一方で敗訴した正次派の多くは配流処分を受け、正次は堀直寄預かり、丹波守は蒲生忠郷預かりとなった。
その後、勝訴した正方は元和8年（1622年）には八代城を完成させて筆頭城代家老の任に就き、藩政の中心に重きをなした。

## 参考資料
- 『別冊歴史読本 大名廃絶読本』宮崎美友編、 新人物往来社、1991年、148-151頁。
- 福田千鶴 『御家騒動』 中央公論新社 （中公新書）、2005年、65-66頁。